# La Nuit de l'archange
La Nuit de l'archange est un roman policier écrit par Julie Gartempe, paru en 2000. Il compose le premier volet de la trilogie Luca Sgambatto.

## Résumé
Alexis, fille unique de Michel Verdier, chirurgien, subit les sévices de son père qui assouvit sur elle ses pires fantasmes depuis sa tendre enfance. Elle s'enfuit à Paris grâce à l'aide de Nicole Gros, son professeur. Deux ans plus tard, elle fait la rencontre de Luca Sgambatto, un policier de la Brigade des stups lors d'un accident de moto. À la deuxième reprise, il la retrouve violée, droguée et elle garde le silence sur son agresseur. Luca décide alors d'élucider l'affaire et de retrouver l'agresseur d'Alexis ...

## Personnages
- Luca Sgambatto, policier italien de la Brigade des stups, enquête sur les affaires de viol de Alexis Verdier.
- Alexis Verdier, victime des sévices de son père, Michel Verdier depuis son enfance. Elle décide de garder le silence sur son agresseur dont elle connaît l'identité.
- Michel Verdier, chirurgien et père d'Alexis. Il impose à celle-ci des viols à répétition. Voyant que celle-ci s'est enfuie, il engage Samuel Horn pour retrouver les traces sa fille.
- Samuel Horn, est un tueur psychopathe. Il a tué Doriane et Arbadji lors d'un échange de drogue contre du sexe. Dans les toilettes d'un cinéma, il a tenté de violer Alexis. Il est finalement tué par le père d'Alexis.
- Doriane, prostituée tuée par Samuel Horn. Elle échangeait son corps contre de la drogue.